# BBC Domesday Project

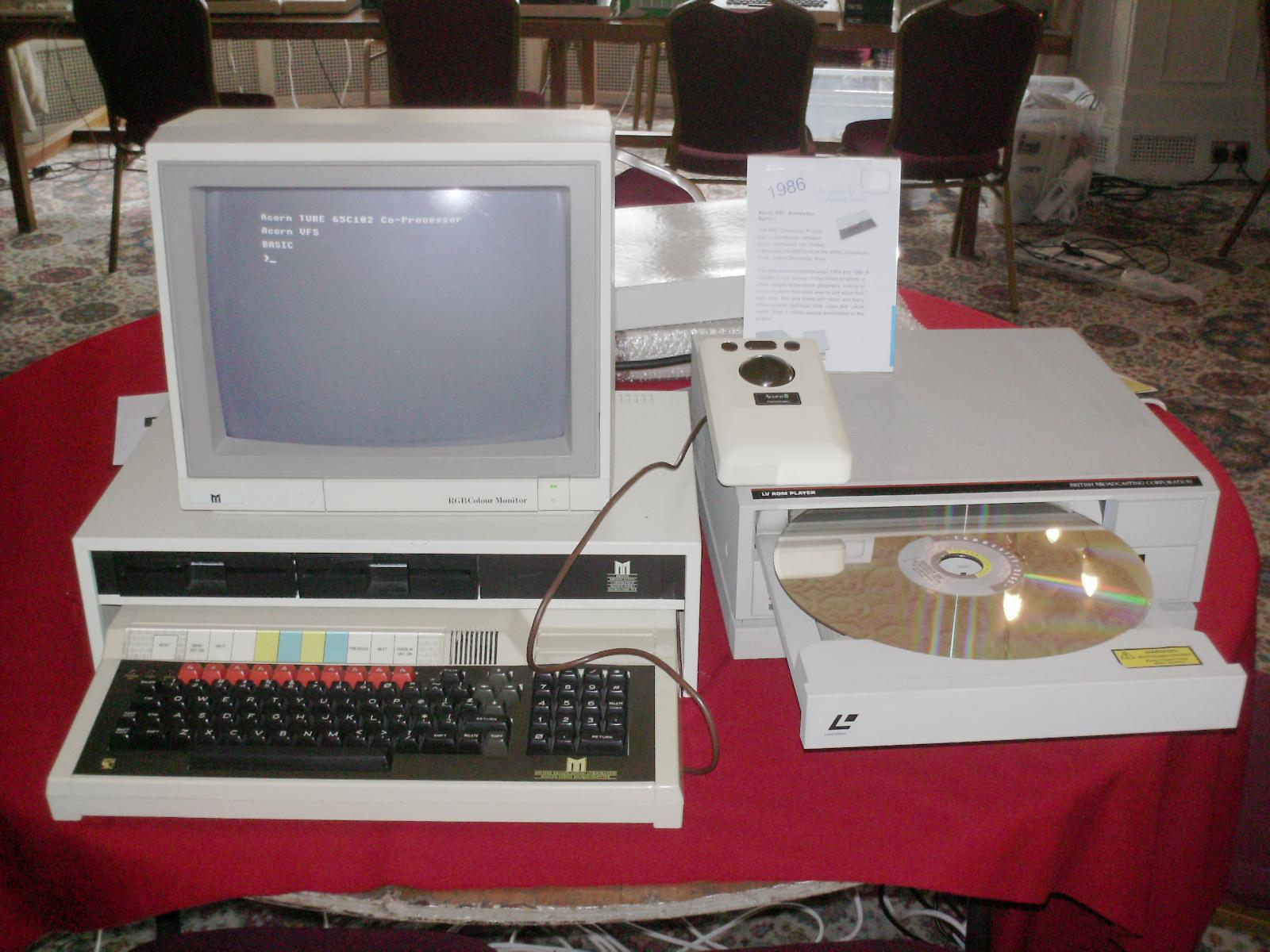
Система Domesday на фестивале VCF-GB, 2010 год

BBC Domesday Project (англ. Проект Судного дня BBC) — совместная программа компаний Acorn Computers, Philips, Logica и BBC (с частичным финансированием по программе Европейской комиссии ESPRIT), призванная отметить 900-ю годовщину Книги Страшного суда (англ. Domesday Book), переписи XI века в Англии. Этот проект приводят как пример цифрового устаревания из-за физического носителя, используемого для хранения данных.
Эта новая мультимедийная «Книга Страшного суда» была составлена в 1984—1986 годы и опубликована в 1986 году. Она включала в себя новую «перепись» Соединённого Королевства, в ходе которой люди, в основном школьники, писали о географии, истории или социальных проблемах в своей местности или просто о своей повседневной жизни. В проект были вовлечены дети из более чем 9000 школ. Также в проект входили карты, множество цветных фотографий, статистических данных, видео и «виртуальных прогулок». В проекте приняли участие более 1 миллиона человек. Проект также включал профессионально подготовленные видеоматериалы, туры виртуальной реальности по основным достопримечательностям и другие наборы данных, такие как перепись 1981 года.

## Цель
Проект включал в себя краеведческие данные, которые собирали и запасали школьники, чтобы обеспечить их актуальность.
В то время как компьютер берет на себя функции хранения и сортировки данных, детей можно всё больше вовлекать в анализ [их] значимости.Билл О’Нил (Ольстерский университет), цитируется по Джону Лэму, New Scientist, 28 марта 1985

## Формат

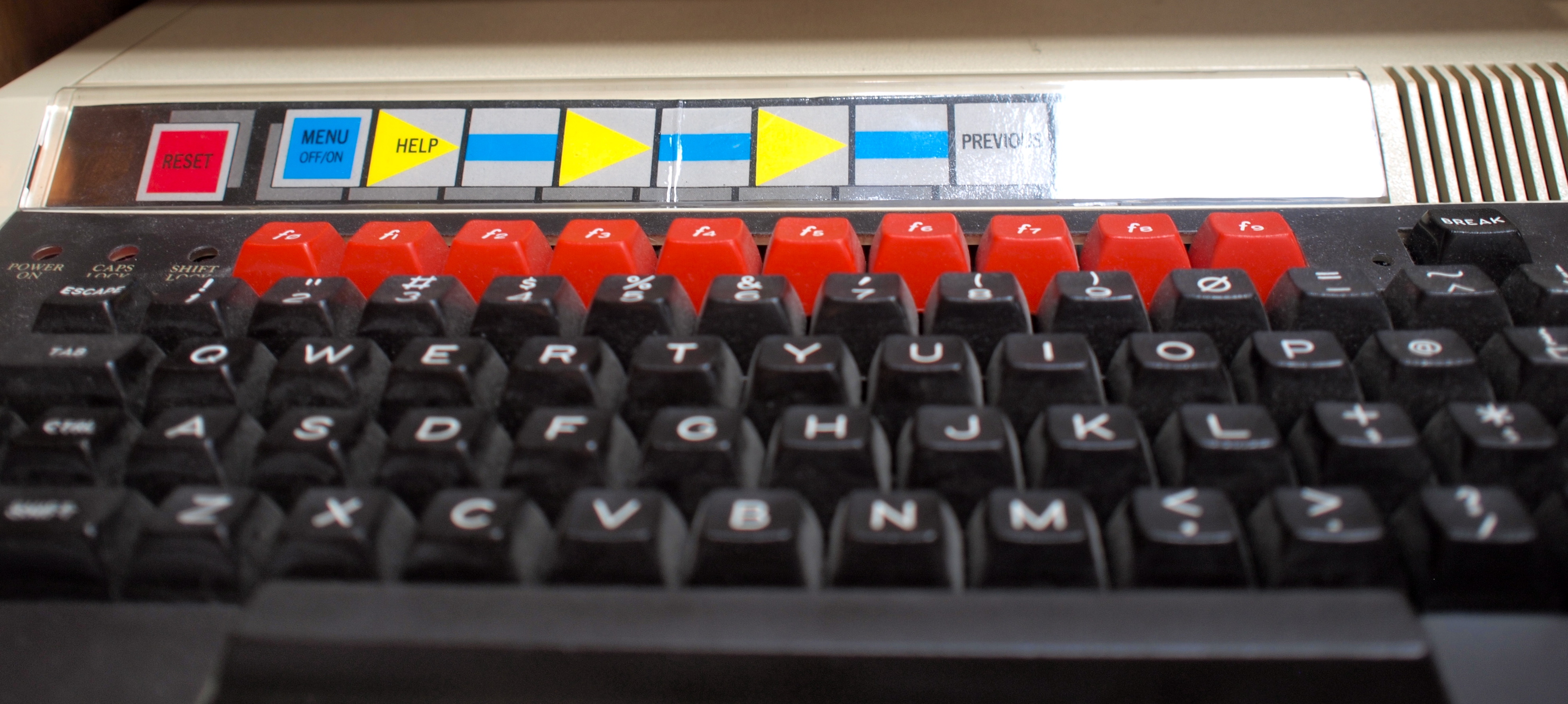
Клавиатура с рядом специальных клавиш для навигации

Проект был записан на адаптированных дисках LaserDisc в формате LaserVision Read Only Memory (LV-ROM), который содержал не только аналоговые видео и изображения, но и цифровые данные, с объёмом памяти 300 МБ на каждой стороне диска. Данные и изображения были отобраны и упорядочены в рамках проекта BBC Domesday в Билтон-Хаусе (Уэст-Илинг). Предварительная обработка данных проводилась на мини-компьютере VAX-11/750 при содействии сети BBC Micros. Диски были изготовлены, записаны и испытаны на заводе Philips Laservision в Блэкберне, Англия. Для просмотра дисков требовался Acorn BBC Master, дополненный контроллером SCSI и специальным проигрывателем лазерных дисков Philips VP415 «Domesday Player», управляемым сопроцессором. Пользовательский интерфейс состоял из клавиатуры BBC Master и трекбола (известного в то время как трекербол). Программное обеспечение для проекта было написано на BCPL (предшественнике Си), чтобы упростить кроссплатформенное портирование, хотя BCPL так и не достиг популярности, которой поначалу обещал достичь.
Проект был разделён на два лазерных диска:
- Диск Сообщества содержал личные размышления людей о жизни в Британии, для навигации служила географическая карта Британии. Вся страна была разделена на блоки шириной 4 км и длиной 3 км, основанные на сетке картографического управления (Ordnance Survey). Каждый блок мог содержать до 3 фотографий и несколько коротких размышлений о жизни в этой области. Таким образом отражено большинство блоков, но не все. Кроме того, были сделаны более подробные карты ключевых городских районов и кварталов размером 40x30 км и виды регионов, позволяющие использовать функции «уменьшения» и «увеличения». Диск Сообщества был двухсторонним, с «южной» и «северной» сторонами, хотя данные по всей стране на уровне 40х30 км и крупнее были записаны с обеих сторон.

- Национальный диск содержал более разнообразные материалы, в том числе данные переписи 1981 года, наборы профессиональных фотографий и серии снимков, формирующих виртуальную реальность, которые были сняты для проекта. Вторая сторона Национального диска содержала видеоматериалы. Материал хранился по принципу иерархии; кое-что можно было просмотреть, пройдясь по виртуальной художественной галерее, щёлкнув по картинкам на стене или пройдя через двери в галерее, чтобы войти в «виртуальную реальность». Кроме того, присутствовал поиск с использованием естественного языка, реализованный с помощью алгоритма морфологического поиска и сопоставления с набором ключевых слов.

## Сохранность

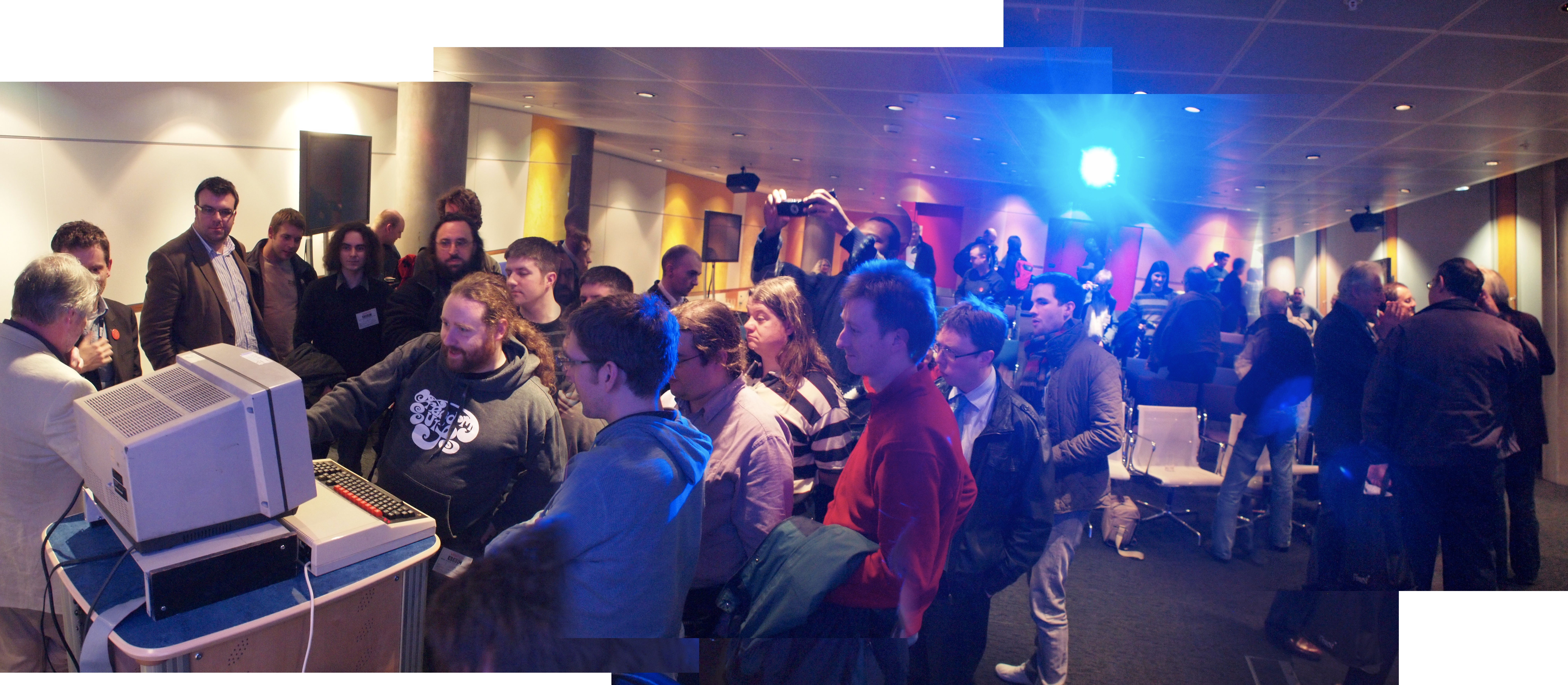
Система Domesday, 2011 год

В 2002 году были большие опасения, что эти диски станут нечитаемыми, так как компьютеры, способные читать их формат, уже стали редкими, а дисководы, способные считывать их, — ещё более редкими. Помимо сложности эмуляции исходного кода, основная проблема заключалась в том, что неподвижные изображения были сохранены на лазерном диске в виде покадрового аналогового видео, на которое накладывался графический интерфейс. Проект начался за годы до появления сжатия изображений JPEG и до того, как стали широко доступны компьютерные видеокарты с технологией TrueColor.
Однако BBC позже объявила, что в рамках проекта CAMiLEON (партнёрство между университетом Лидса и университетом Мичигана) была разработана система, способная получить доступ к дискам, используя методы эмуляции. Участники CAMiLEON скопировали видео с одного из лазерных дисков Domesday. Другая команда, работающая в Национальном архиве Великобритании (где хранится Книга Страшного суда), разыскала оригинал 1-дюймовой видеоленты с записями проекта. Они были оцифрованы и архивированы в формате Digital Betacam.
Для одного из дисков была создана версия, которая работает на ПК с Windows. Для этого была применена обратная разработка на основе диска Сообщества, также в эту версию были включены изображения с оригинала видеоленты. Первоначально она была доступна только через терминал в штаб-квартире Национального архива в Кью, Суррей, но в июле 2004 года она была опубликована в Интернете. Эта версия была убрана из Сети в начале 2008 года, когда внезапно умер создавший её программист, Адриан Пирс.
Заместитель редактора проекта Domesday Майк Тиббетс раскритиковал Национальный архив данных Великобритании, которому первоначально были доверены архивные материалы. По его словам, создатели знали, что эта технология будет недолговечной, но сотрудники архива не смогли сохранить материалы как следует.
Центр вычислительной истории в Кембридже начал аналогичную программу, чтобы сохранить данные проекта Domesday и сделать их доступными в Интернете. Они уже разместили в онлайне данные как с Национального диска, так и с Диска сообщества, и в настоящее время они исследуют вопросы авторского права, прежде чем представить URL широкой публике. У них есть действующая система Domesday, представленная для обозрения общественности. У них также есть, возможно, самый большой архив интерактивных лазерных дисков и дисков Domesday в мире.
В Национальном музее вычислительной техники, расположенном рядом с Блетчли-парком в Милтон-Кинсе, ранее было две работающие системы Domesday, но с 2017 года музей убрал их дисплеи из экспозиции.

## Domesday Reloaded
В 2011 году команда BBC Learning во главе с Джорджем Оклендом временно опубликовала большую часть данных диска Сообщества в веб-формате. Эти данные, содержащие около 25 000 изображений, были загружены на веб-сайт BBC Domesday Reloaded, который был запущен в мае 2011 года, однако в июне 2018 года он прекратил работу (часть контента была архивирована в других местах). Данные, лежавшие в основе сайта Domesday Reloaded, были извлечены в 2003 и 2004 годах Саймоном Герреро и Эриком Фриманом.

## Вопрос авторских прав
Вдобавок к сохранению проекта серьёзную проблему представляет и решение проблем авторского права. Помимо прав на вклад, внесённый примерно 1 миллионом человек, которые приняли участие в проекте, существуют также проблемы авторского права, связанные с используемыми технологиями. Вполне вероятно, что проект Domesday не будет полностью свободен от ограничений авторского права по крайней мере до 2090 года (при условии, что сроки на эти права не будут продлены).